# Pronto (revista argentina)
Pronto fue una revista argentina semanal de periodismo de corazón. El primer número fue publicado el 7 de agosto de 1996 por Publiexpress S.A. en su origen con un precio de tapa de tan solo 2 pesos por ejemplar, la revista se editó y se imprimió en la ciudad de Buenos Aires, con distribución en Argentina y Uruguay. Su contenido se compuso  mayormente de noticias y entrevistas con personas del espectáculo argentino. En 2020 debido a la pandemia de coronavirus, la revista dejó de publicarse después de 24 años en los kioscos. Actualmente puede ser consultada en su versión web